# Història de l'hípica a Catalunya
Història de l'hípica a Catalunya. L'hípica es un conjunt d'esports eqüestres, on el cavall i el genet són els protagonistes principals

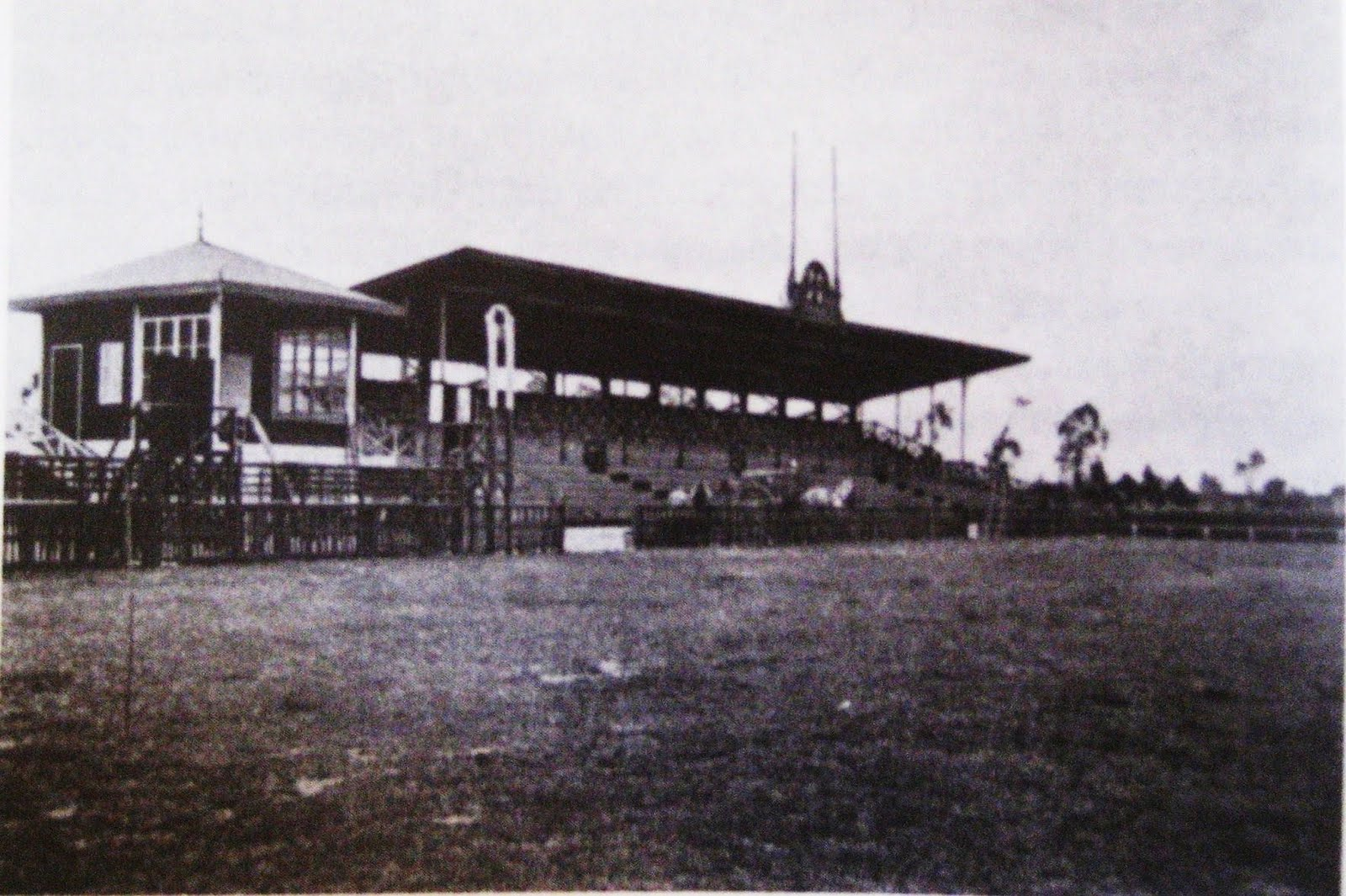
Hipòdrom de Can Tunis

## Història

### Els primers clubs hípics

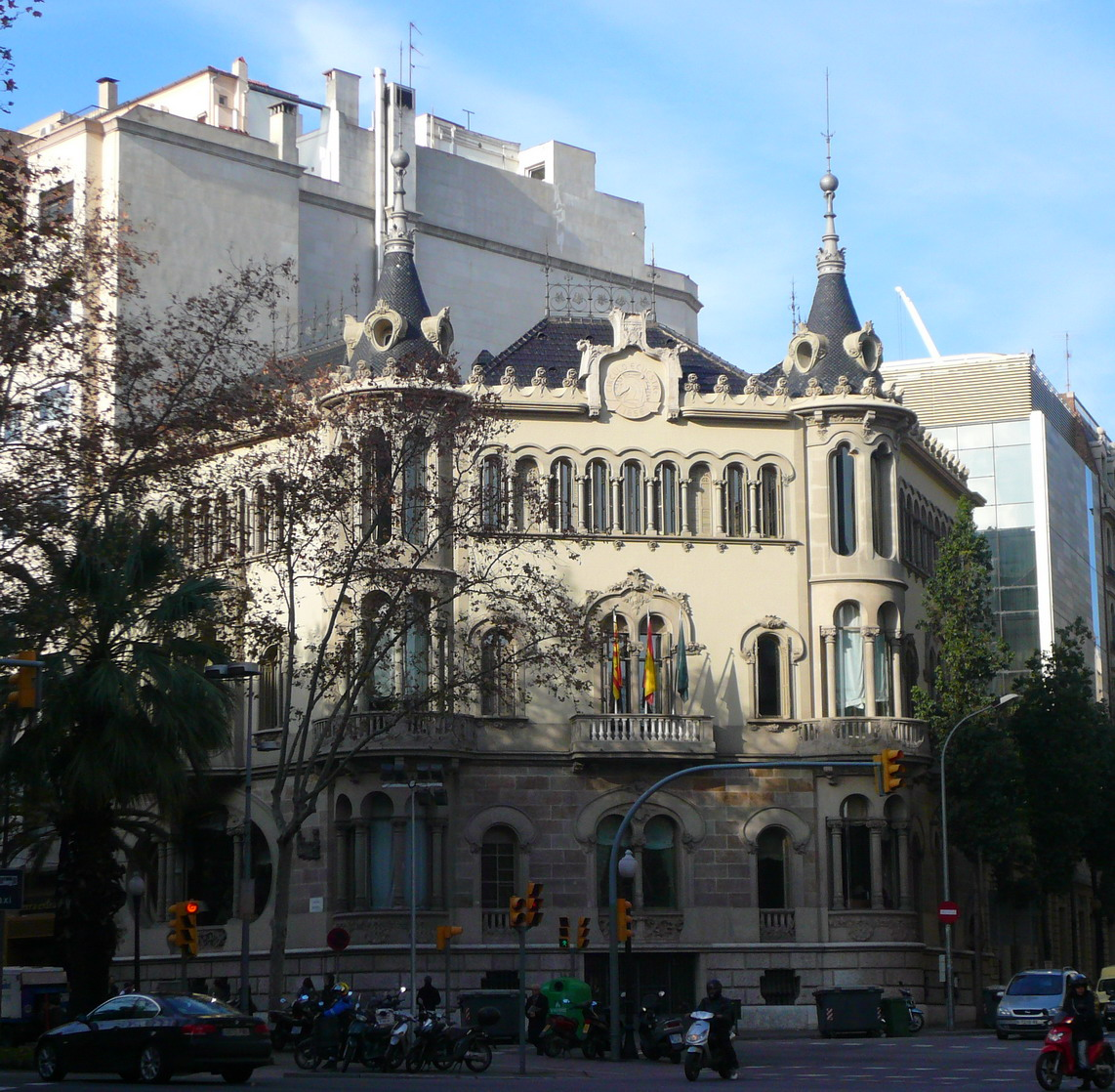
Seu del Círculo Ecuestre

A Catalunya les manifestacions hípiques han estat freqüents des de temps remots, tant en festes populars, com en són mostres actuals els Tres Tombs, l'aplec de Sant Medir del Vallès o la festa dels traginers de Balsareny, com els tradicionals els jocs eqüestres i justes medievals.
L'hípica moderna fou introduïda per les classes altes barcelonines, que el 1856 es fundaren el Círculo Ecuestre de Barcelona, considerat el club esportiu més antic d'Espanya. Aquest club organitzà les primeres curses de cavalls al picador dels Camps Elisis, a la part alta del passeig de Gràcia, i a l'hipòdrom provisional del Camp de Mart, proper a la Ciutadella, on hi va haver funcions hípiques fins al 1871. El 1882 es fundà la Sociedad de Fomento de la Cría Caballar de Cataluña, que fomentà les curses de cavalls al final del segle xix. El 1883 s'inaugurà l'hipòdrom de Barcelona, al peu de la muntanya de Montjuïc, eix vertebrador de l'hípica catalana fins al 1934, any en què fou clausurat.
El 1897 es fundà el Polo Jockey Club de Barcelona. Entre el 12 i el 15 de juny de 1902 s'organitzà el primer concurs hípic a la plaça d'armes del parc de la Ciutadella a càrrec de l'Institut Agrícola Català de Sant Isidre, i que el 1908 passà a ser organitzat pel Polo, en col·laboració amb la Societat Hípica de Barcelona (1897). Ambdues entitats acabaren fusionant-se per formar el Reial Club de Polo. La competició encara es disputa avui dia amb el nom de Concurs de Salts Internacional de Barcelona.
L'any 1917 es fundà la Reial Societat de Curses de Cavalls de Barcelona, presidida per Santiago Güell, que reactivà l'activitat eqüestre a Barcelona. A més de les proves d'hipòdrom es disputaven a Catalunya curses a cavall molt populars anomenades els rally paper, gimcanes a cavall similars al cros, organitzades per entitats com el Picadero Jockey Club, un club d'hípica que més tard destacà en altres esports com el basquetbol o el voleibol. El 1922 es fundà la Societat Hípica Barcelona Turf, organitzadora de nombroses curses i d'un destacat concurs d'enganxos l'any 1924.
Els anys trenta l'activitat decaigué tot i la creació el 1933 de la Penya Hípica.

### Després de la Guerra Civil

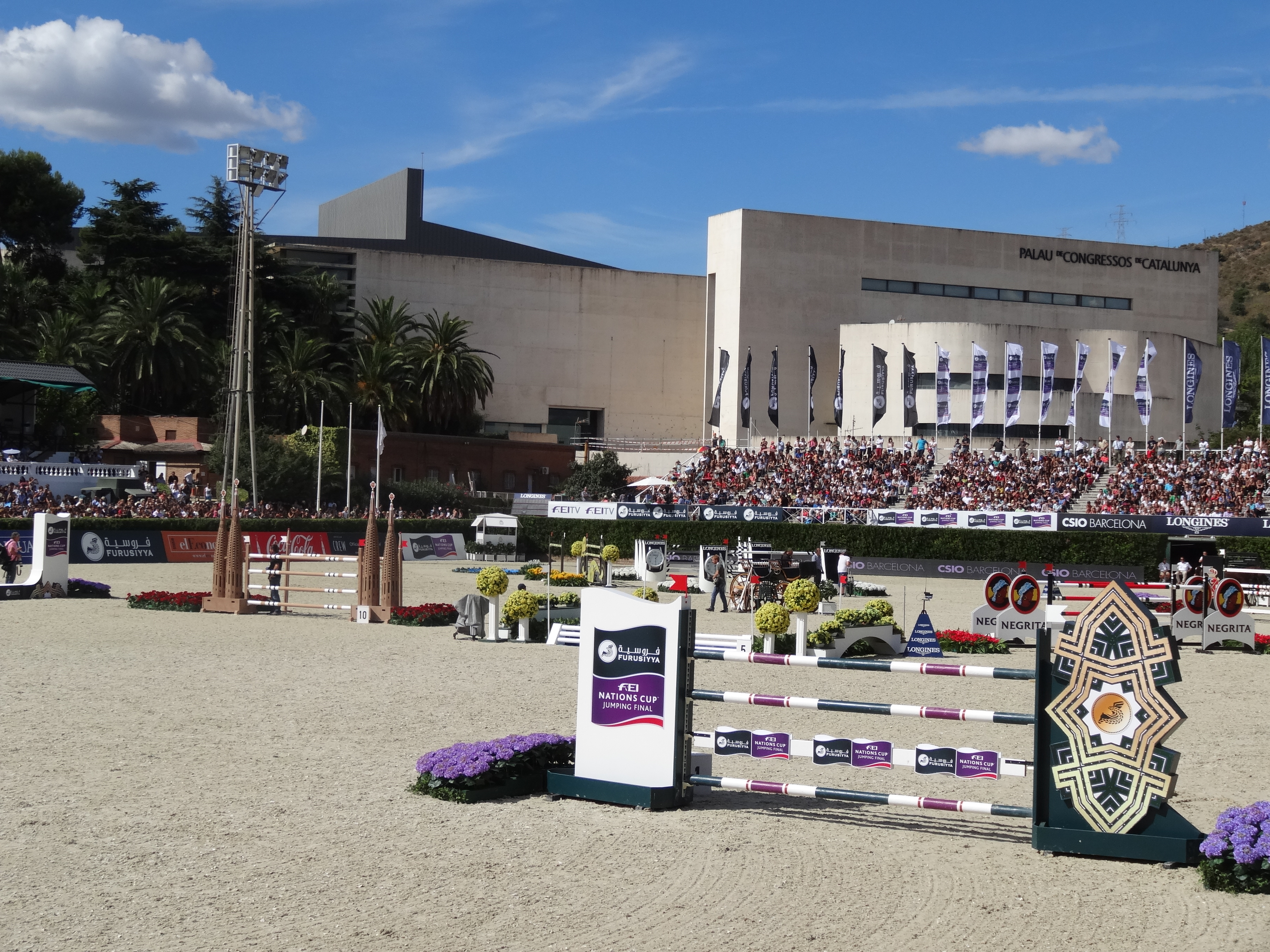
Concurs de Salts Internacional de Barcelona 2013

Passada la Guerra Civil els concursos hípics i d'enganxos es reprengueren progressivament. Durant els anys cinquanta aparegueren diversos clubs, com la Societat Hípica Gironina, el Club Hípic Sabadell i el Club Hípic Barcelona. Aquest darrer organitzà el 1953 la primera edició del Raid Internacional Barcelona, que consistia a anar i tornar de Barcelona a Roses, i que és considerat com el més antic d'Europa, a més del raid de les festes de la Mercè, des del 1958, o les 12 hores del cavall. El 1960 també organitzà el primer concurs hípic de salts d'obstacles o Jumping Internacional al Palau Municipal d'Esports, mentre que poc després el Polo organitzà el primer trofeu Severino Pons de salts. El 1967 es fundà el Club d'Enganxes i Equitació de Catalunya, un dels més antics d'Europa d'aquesta modalitat.
La dècada dels cinquanta i seixanta veu l'eclosió del genet rossellonès nascut a Cornellà del Bèrcol Pere Jonqueres d'Oriola, que es proclamà campió olímpic el 1952 i el 1964, campió de França el 1954, 1956, 1958 i 1959, de l'Amèrica del Sud (1959), del Món (1966) i de la RFA (1967) i medalla d'argent per equips als Jocs Olímpics de Toquio 64 i Mèxic 68. A la Catalunya del sud destacaren genets com Ramon Estany. Poc després aparegué la figura d'Isabel López Baqué i més endavant la d'Alejandro Zambrano.

### Darrers anys

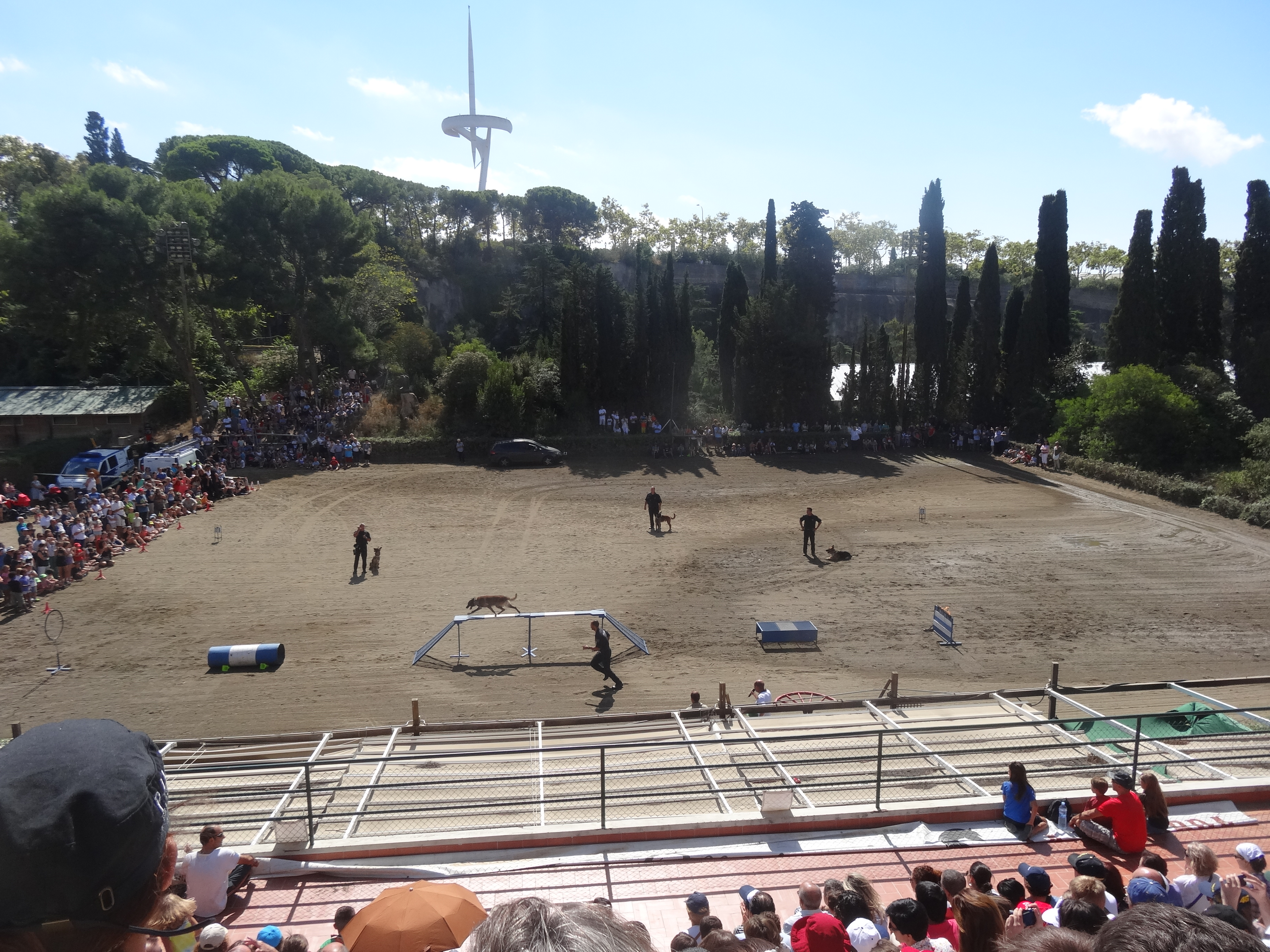
Escola Municipal d'Hípica La Foixarda

Durant els anys setanta i vuitanta destaquen clubs com el Club Hípic Sant Cugat o el Club Hípic Llavaneres. El 1989 s'organitzà la primera edició de l'Equus Catalonia, certamen especialitzat en el món del cavall més antic d'Espanya. Als anys noranta es funden el Club Hípic Sant Martí Vell CAVA (1990) o el Club Hípic El Montanyà (1991), que acollí diverses proves d'hípica dels Jocs Olímpics de Barcelona del 1992. El gruix de les competicions hípiques tingué lloc a les instal·lacions d'un el Reial Club de Polo.
El 1992 s'organitzà a Catalunya la quarta edició del Campionat del Món de raids, especialitat en la que Catalunya ha donat campions del món com Miquel Vila (2006) i María Álvarez (2008, 2010) i primera del rànquing de genets (2007). Des del 2006 s'organitza la Copa Ferrer-Salat de doma. L'amazona catalana més destacada ha estat Beatriu Ferrer-Salat, que participà en la prova de doma de quatre Jocs Olímpics (1996, 2000, 2004, 2008), essent medalla de bronze per equips a Atenes 2004.

## Genets destacats
| Dècada de 1960 - Ramon Estany Volart - Pere Jonqueres d'Oriola | Dècada de 1970 - Isabel López Baqué - Alejandro Zambrano | Dècada de 1990 - Beatriu Ferrer-Salat - Alexandre Jordà - Lluís Lucio - Roser Xalabarder | Dècada de 2000 - María Álvarez - Marc Comas - Jordi Domingo - Elisabeth Font - Miquel Vila | Dècada de 2010 - Jaume Puntí |